# Naughty Boy
Naughty Boy, pseudonimo di Shahid Khan (Watford, 1º gennaio 1981), è un disc jockey, produttore discografico e musicista britannico.
Nato da una famiglia di origine pakistana, durante la carriera ha raggiunto sette volte la Top10 britannica con una prima posizione e collaborato con numerosi artisti tra cui Beyoncé, Emeli Sandé, Sam Smith e Ed Sheeran.
Ha prodotto e scritto brani per Britney Spears, Katy Perry, Rihanna, Tinie Tempah, Lily Allen, Leona Lewis, Joe Jonas e Jess Glynne.

## Biografia
Iniziò a studiare alla London Metropolitan University ma interruppe gli studi per concentrarsi sul lavoro. Prima di entrare nel mondo della musica, lavorò da Domino's Pizza e all'ospedale di Watford.

### 2009-2012: Inizi da produttore
Nel 2009 irrompe nelle scene discografiche producendo e scrivendo con Emeli Sandé, la quale partecipa anche vocalmente alla traccia, "Diamond Rings" per i rapper Chipmunk e Wiley, che raggiunge la Top10 della classifica britannica. L'anno successivo, sempre con Sandé, produce un secondo brano per Wiley "Never Be Your Woman", cover di "Your Woman" di White Town, che raggiunse anch'esso la Top10 vendendo 120.000 unità.
Naughty Boy portò Emeli Sandé a firmare il contratto discografico con Virgin Records e EMI, e insieme tra il 2010 e il 2011 scrissero testi, poi da lui prodotti, per Lily Allen, Alesha Dixon, Devlin, Tinchy Stryder e Tinie Tempah.
Nel 2012 co-scrive e co-produce l'album di debutto della Sandé, "Our Version of Events", comparendo come artista collaborativo nel singolo "Daddy" che entra nelle classifiche di Regno Unito, Finlandia, Stati Uniti e Belgio. Inoltre è presente insieme alla cantante negli album di Leona Lewis, Rihanna e nella traccia "Craziest Things" per Will.i.am e Cheryl Cole e "Side Effects of You" per Fantasia Barrino.

### 2012–2014:Hotel Cabana
Durante tutto lo sviluppo della sua carriera, inizia a lavorare al suo album di debutto intitolato "Hotel Cabana", che doveva essere pubblicato con il suo pseudonimo "Naughty Boy" dalla Virgin EMI Records nel 2013. Prima del lancio dell'album viene pubblicato il singolo Wonder con Emeli Sandé che raggiunge la Top10 di Regno Unito ed Irlanda e la posizione 17 della Euro Digital Songs.
Il 18 maggio 2013 pubblica "La La La" con la collaborazione di Sam Smith. Il brano arriva nelle Top10 di 40 paesi, tra cui la prima posizione in Italia, Regno Unito, e la posizione 19 nella classifica statunitense. La canzone vende 5milioni copie in tutto il mondo, di cui 2milioni negli Stati uniti e 1milione nel Regno Unito, ricevendo inoltre due nomination ai BRIT Awards come Best British Single e British Video of the Year.
L'album viene pubblicato il 23 agosto del 2013 arrivando alla seconda posizione della classifica britannica e nelle Top30 di Irlanda ed Australia. Nel disco collaborano, oltre a Emeli Sandé e Sam Smith, anche Ed Sheeran, Gabrielle, Tinie Tempah, Wiz Khalifa e i Bastille. Per promuovere l'album inizia un tour nel paese natale a partire dal novembre dello stesso anno.  Successivamente vengono estratti "Lifted" con Sandé, "Think About It" con Wiz Khalifa e Ella Eyre ed infine nel 2014 il brano "Home".
Dopo aver completato il lavoro sul proprio album, nel 2013, ha ripreso la produzione per altri artisti. Ha lavorato su dischi pop per la cantante americana Britney Spears. La cantante inglese Lily Allen ha chiesto a Naughty Boy di produrre alcuni brani per il suo prossimo album. Inoltre, ha collaborato con Sandé e Katy Perry a New York per lavorare su una canzone per il prossimo album di Perry, Prism.

### 2016-presente: Collaborazioni e secondo album in studio
Dopo la partecipazione all'album di debutto di Jess Glynne nel brano "Saddest Vanilla" con la Sandé, il 17 settembre 2015, dopo una sola settimana di anticipo, viene annunciata la pubblicazione del nuovo singolo di Naughty Boy, Runnin' (Lose It All) il quale figura la partecipazione della pop-star Beyoncé e del cantante Arrow Benjamin. Il brano entra nelle Top10 di diversi paesi. tra cui Regno Unito e Nuova Zelanda, vendendo un milione di copie in tutto il mondo, ricevendo la certificazione di platino nel Regno Unito. Il video ha vinto un Leone di bronzo nella categoria Excellence In Music Video alla prima edizione del Cannes Lions Entertainment for Music e riceve una nomination ai BRIT Awards nella categoria British Video of the Year.
Il brano "Should've Been Me", con voce di Kyla e Popcaan è stato pubblicato come secondo singolo il 18 novembre 2016. La canzone ha raggiunto il numero 61 della UK Singles Chart. "One Chance to Dance", con voce di Joe Jonas è stato pubblicato come terzo singolo il 20 ottobre 2017.
Il 18 aprile 2018, ha pubblicato la sua collaborazione con gli artisti Ray BLK e Wyclef Jean dal titolo "All or Nothing" mentre il 7 dicembre 2018, "Bungee Jumping" è stato pubblicato con la voce di Emeli Sandé e Rahat Fateh Ali Khan, prevedendo l'uscita del suo secondo album per l'autunno del 2019.

## Discografia

### Album in studio
- 2013 – Hotel Cabana

### Singoli
- 2010 – Never Be Your Woman (con Wiley feat. Emeli Sandé)
- 2012 – Wonder (feat. Emeli Sandé)
- 2013 – La La La (feat. Sam Smith)
- 2013 – Lifted (feat. Emeli Sandé)
- 2013 – Think About It (feat. Wiz Khalifa & Ella Eyre)
- 2015 – Runnin' (Lose It All) (feat. Beyoncé e Arrow Benjamin)

### Collaborazioni
- 2011 – Daddy (Emeli Sandé feat. Naughty Boy)
- 2013 – Dreams (Gabrielle feat. Naughty Boy)
- 2014 – Home (Sam Romans feat. Naughty Boy)